# Эрбен, Робер
Робер Эрбен (фр. Robert Herbin; 30 марта 1939[…], XIX округ Парижа — 27 апреля 2020[…], Saint-Priest-en-Jarez) — французский футболист и футбольный тренер.

## Клубная карьера
Во взрослом футболе дебютировал в 1957 году выступлениями за клуб «Сент-Этьен», за который провёл всю игровую карьеру, длившуюся пятнадцать сезонов, приняв участие в 412 матчах чемпионата. Большую часть времени, проведённого в составе «Сент-Этьена», был основным игроком команды, выиграв с ней ряд национальных трофеев.

## Выступление за сборную
В 1960 году дебютировал за сборную Франции. На протяжении карьеры в национальной команде, которая длилась 8 лет, провёл в ней 23 матча, забив 3 гола.
В составе сборной был участником чемпионата Европы 1960, который проходил во Франции, а также чемпионата мира 1966 в Англии.

## Карьера тренера
Завершив игровую карьеру в 1972 году, начал тренерскую карьеру в «Сент-Этьене». Стал одним из самых молодых тренеров во французском футболе — возглавил клуб в 33 года. Проработал в клубе более десяти сезонов, приводил команду к победам в чемпионате Франции (4 раза) и розыгрышах Кубка Франции (трижды).
В дальнейшем возглавлял команды «Олимпик Лион», саудовский «Аль-Наср» и «Страсбур».
В 1987 году ещё на три года вернулся на тренерский мостик «Сент-Этьена», однако на этот раз особых успехов с командой не достиг.
Последним местом тренерской работы был клуб «Ред Стар», команду которого Робер Эрбен возглавлял в качестве главного тренера до 1995 года.

## Достижения

### Как игрок
- Чемпион Франции: 1963/64, 1966/67, 1967/68, 1968/69, 1969/70
- Обладатель Кубка Франции: 1961/62, 1967/68, 1969/70

### «Сент-Этьен»
- Чемпион Франции: 1973/74, 1974/75, 1975/76, 1980/81
- Обладатель Кубка Франции: 1973/74, 1974/75, 1976/77
- Финалист Кубка европейских чемпионов 1976